# کوبرووی
کوبرووی (به چکی: Koberovy) یک منطقهٔ مسکونی در جمهوری چک است که در ناحیه یابلونتس ناد نیسوو واقع شده‌است. کوبرووی ۸٫۷۴ کیلومتر مربع مساحت و ۱٬۰۵۱ نفر جمعیت دارد و ۴۰۷ متر بالاتر از سطح دریا واقع شده‌است.